# Bardunfula
La bardunfula (termine in sardo, detta anche badrunfa, o baldofula o marrocula) è un giocattolo per certi versi simile a quello comunemente conosciuto con il nome di trottola.

## Origine e diffusione
L'origine del gioco è antichissima. In Sardegna il suo uso si è diffuso ovunque; si può quasi dire che in ogni paese ha un nome diverso.

## Costruzione e produzione
È solitamente fatta di legno d'ulivo o di noce, a forma di cono con una punta di ferro al centro dell'estremità inferiore. Lungo la sua superficie sono presenti delle scanalature lungo le quali viene avvolto un laccio sottile di pelle o una cordicina, oppure uno spago che, con il movimento della mano e del braccio, permette di lanciarla lontano in modo da farle eseguire un cerchio.

## Come si gioca
Occorre scegliere prima di tutto il luogo adatto, tenendo presente che la superficie deve essere estesa, liscia e priva di ostacoli.

Vi sono molti modi di giocarci; quello più semplice consiste nel lanciare sa bardunfula appoggiandola per terra e facendola girare in modo da farle acquistare velocità e girare più a lungo. La cordicina serve per poterla lanciare più lontano. 

Quando sa bardunfula smette di girare il gioco è finito. Vince il giocatore che riesce a lanciarla il più lontano possibile.

Una variante del gioco consiste nel segnare un grande cerchio per terra, nel lanciare e farvi girare dentro sa bardunfula; se questa fuoriesce dal cerchio il giocatore ha perso. Vince il giocatore che riesce a farla girare per più tempo senza farla uscire.

Taluni giocatori sono tanto esperti da lanciarla in aria e farle proseguire la corsa con grandi evoluzioni che proseguono anche dopo aver toccato terra. Talvolta, dopo averla lanciata in aria, riescono a farla roteare anche sul braccio e sulla mano.

## Le regole principali
Ci si può giocare anche da soli, ma ci si diverte certamente di più a gareggiare con altri per farla andare più lontano o farla girare il più a lungo possibile, o farla saltare sulle altre bardunfulas. In quest'ultimo caso capita spesso che qualche bardunfula, colpita dalla punta di un'altra, si spacchi a metà. Se non si dispone di una bardunfula di riserva (ma i giocatori più accaniti ne hanno almeno due, anche di differente misura o peso) è necessario ritirarsi dal gioco.

## Uso
È un gioco per bambini, così come su Barralliccu, ma il lancio eseguito male può provocare qualche incidente per cui va svolto sotto la supervisione degli adulti o comunque di ragazzi esperti. 

Fino a qualche decennio fa c'era l'abitudine diffusa di gareggiare con sa bardunfula nei cortili delle abitazioni (se i partecipanti al gioco erano in numero limitato), o altrimenti per strada, spesso unico punto di riunione per i bambini ed i ragazzini del rione. Quest'usanza del giocare per strada permane ora solo nei piccoli centri con vie a scarso traffico automobilistico; giardini o spiazzi pubblici son diventati l'alternativa.

In questi ultimi anni varie manifestazioni ed iniziative hanno recuperato  e riportato in auge il gioco anche presso le nuove generazioni, organizzando pure campionati regionali e tornei.